# Szeleukida uralkodók listája
Az alábbi tábla a Szeleukida Birodalom uralkodóinak listáját tartalmazza. A Nagy Sándor halála után felbomló hatalmas birodalom legnagyobb szelete jutott a Szeleukidáknak. Az Indiától a mai Albániáig terjedő hatalmas makedón birodalom Sándor halála után hadvezérei osztották fel egymás közt. A Szeleukidáknak Kr. e. 311-ben sikerült megszerezniük a birodalom keleti felét, amelynek központjává Antiokheiát tették meg. Az I. Antigonosz Monophthalmosz ellen vívott küzdelemben a Szeleukida-dinasztia alapítója, I. Szeleukosz Nikatór győzött, így lett a birodalom az övé és utódaié. A Szeleukidák uralmát Kr. e. 64-ben a Római Birodalom terjeszkedése döntötte meg.
| Portré                       | Uralkodó                      | Uralkodott              | Megjegyzés |
| ---------------------------- | ----------------------------- | ----------------------- | --- |
| I. Szeleukosz Nikatór        | I. Szeleukosz NIKATÓR         | Kr. e. 305 – Kr. e. 281 | Kr. e. 311-től kezdve Nagy Sándor szatrapája Babilon élén, majd Kr. e. 305-től önálló király. A birodalom és Antiochia megalapítója. A többi diadokhosz ellen vívott négy háborúban stabilizálta birodalmát Kr. e. 301-re. Uralkodása végén Nyugat-Anatóliában hódított, és a Balkánra is megpróbált betörni, de a hadjáraton meggyilkolták. |
| I. Antiokhosz Szótér         | I. Antiokhosz SZÓTÉR          | Kr. e. 281 – Kr. e. 261 | I. Szeleukosz fia, már Kr. e. 291-től kezdve apja társkirálya. Anatóliában nehézségek árán legyőzte a betörő gallokat, de Pergamon függetlenedését nem tudta megakadályozni. Az Egyiptommal vívott első szíriai háborúban elveszítette a palesztinai és föníciai területeket, később pedig a keleti birodalomfél élére kinevezett fiával is háborúznia kellett. |
| II. Antiokhosz Szótér        | II. Antiokhosz THEOSZ         | Kr. e. 261 – Kr. e. 246 | I. Antiokhosz fia, már Kr. e. 269-től apja alkirálya. A második szíriai háborúban legyőzte Egyiptomot, amivel helyreállította a birodalom uralmát Anatólia és Szíria nagy részén, de a keleti peremvidékeken (Parthia és Baktria) lázongás kezdődött. Az örökösödési politikájával összefüggésben valószínűleg meggyilkolták. |
| II. Szeleukosz Kallinikosz   | II. Szeleukosz KALLINIKOSZ    | Kr. e. 246 – Kr. e. 225 | II. Antiokhosz fia. Uralkodása elején, a harmadik szíriai háborúban Egyiptom súlyosan meggyengítette birodalmát, amelynek keleti peremvidékei (Parthia és a Baktria) önállósodtak, anatóliai befolyása megrendült, és központi területein is lázadásokkal kellett megküzdenie. Lovasbalesetben halt meg. |
| III. Szeleukosz Szótér       | III. Szeleukosz SZÓTÉR        | Kr. e. 225 – Kr. e. 222 | II. Szeleukosz fia. Az elszakadt Pergamont hiába próbálta legyőzni. Udvari összeesküvés végezett vele. |
| III. Nagy Antiokhosz         | III. Nagy Antiokhosz MEGASZ   | Kr. e. 222 – Kr. e. 187 | II. Szeleukosz fia, III. Szeleukosz öccse. Hosszas harcok árán helyreállította a birodalom nagyhatalmi státuszát (a negyedik szíriai háborúban veszített, de az ötödikben befolyása alá vonta magát Egyiptomot is). Uralkodása végén vereséget szenvedett a Római Köztársaságtól, amivel birodalma tartósan megrendült. Egy templom kifosztása közben ölték meg. |
| IV. Szeleukosz Philopatór    | IV. Szeleukosz PHILOPATÓR     | Kr. e. 187 – Kr. e. 175 | III. Antiokhosz fia. Békés külpolitikát folytatott, egy minisztere gyilkolta meg. |
| IV. Antiokhosz Epiphanész    | IV. Antiokhosz EPIPHANÉSZ     | Kr. e. 175 – Kr. e. 164 | III. Antiokhosz fia, IV. Szeleukosz öccse. A hatodik szíriai háborúban legyőzte Egyiptomot, de római nyomásra nem igázhatta le teljesen. Uralma alatt kezdődött a zsidók felkelése a Makkabeusok vezetésével. Betegségben halt meg. |
|                              | V. Antiokhosz EUPATÓR         | Kr. e. 164 – Kr. e. 162 | IV. Antiokhosz kiskorú fia. Rövid uralkodása lázadásokkal telt, végül rokona, Démétriosz elfogta és meggyilkolta. |
| I. Démétriosz Szótér         | I. Démétriosz SZÓTÉR          | Kr. e. 162 – Kr. e. 150 | IV. Szeleukosz fia, V. Antiokhosz unokafivére. Római nyomásra felhagyott a Makkabeusok elleni harccal; később pergamoni, kappadokiai, egyiptomi és római támogatással ellenkirály lépett fel ellene Alexandrosz Balasz személyében, aki legyőzte. Csatában esett el. |
| I. Alexandrosz Balasz        | I. Alexandrosz BALASZ         | Kr. e. 150 – Kr. e. 145 | IV. Antiokhosz állítólagos fia, V. Antiokhosz állítólagos testvére. Uralkodása alatt a pártusok elfoglalták Médiát, kiszorítva a Szeleukidákat az iráni térségből, miközben nyugaton egyiptomi támogatással Démétriosz fia lázadt fel ellene, végül legyőzve őt. Balaszt menekülés közben meggyilkolták. |
| II. Démétriosz Nikatór       | II. Démétriosz NIKATÓR        | Kr. e. 145 – Kr. e. 139 | Első uralkodása. I. Démétriosz fia. Balasz fia elragadta tőle a szíriai területeket, így Babilóniába települt; egy pártusok elleni hadjáraton fogságba esett. |
| VI. Antiokhosz Epiphanész    | VI. Antiokhosz EPIPHANÉSZ     | Kr. e. 145 – Kr. e. 142 | II. Démétriosszal egy időben. Alexandrosz Balasz fia. A Diodotosz nevű miniszter gyermekkorú bábja; miután hatalmát konszolidálták Szíriában, Trüphón meggyilkolta. |
| Diodotosz Trüphón            | Diodotosz TRÜPHÓN             | Kr. e. 142 – Kr. e. 138 | Alexandrosz Balasz minisztere és hadvezére volt; VI. Antiokhosz meggyilkolása után vette át a hatalmat. II. Démétriosz fivére, Antiokhosz lázadása buktatta meg, közben a pártusok Babilóniát is elfoglalták, így a Szeleukida Birodalom Szíriába szorult vissza. |
| VII. Antiokhosz Euergetész   | VII. Antiokhosz EUERGETÉSZ    | Kr. e. 138 – Kr. e. 129 | I. Démétriosz fia, II. Démétriosz fivére. Diodotosz Trüphón legyőzése után kiszorította a pártusokat Babilóniából, akik a fogságukban lévő II. Démétrioszt léptették fel ellene. Antiokhosz az ellene vívott harcban esett el. |
| II. Démétriosz Nikatór       | II. Démétriosz NIKATÓR        | Kr. e. 129 – Kr. e. 125 | Második uralkodása. Pártus támogatással szerezte meg Antiokhosz nevű fivérétől a trónt, de függetlenítette magát az iráni birodalomtól. Az egyiptomi trónviszályba avatkozva ellenfelei trónkövetelőt állítottak ellene Alexandrosz Zabinasz személyében. Menekülés közben meggyilkolták. |
| II. Alexandrosz Zabinasz     | II. Alexandrosz ZABINASZ      | Kr. e. 128 – Kr. e. 123 | II. Démétriosszal párhuzamosan. Alacsony sorból származó trónkövetelő, akiről azt híresztelték, hogy VII. Antiokhosz adoptálta. Egyiptomi támogatással megszerezte Szíriát, de egy újabb egyiptomi trónjelölt, II. Démétriosz Antiokhosz nevű fia elűzte. Elfogták és kivégezték. |
| Kleopatra Thea               | Kleopatra THEA                | Kr. e. 125 – Kr. e. 123 | Régens vagy társuralkodó. VI. Ptolemaiosz egyiptomi uralkodó és nővére, II. Kleopátra leánya. A bitorló Alexandrosz Balasz, majd II. Démétriosz, végül fivére, VII. Antiokhosz felesége; Alexandrosznak szülte VI. Antiokhoszt, Démétriosznak V. Szeleukoszt és VIII. Antiokhoszt, VII. Antiokhosznak pedig IX. Antiokhoszt. V. Szeleukosz és VIII. Antiokhosz mellett régens vagy társuralkodó volt; előbbit meggyilkoltatta, utóbbi végül megmérgeztette.          |
|                              | V. Szeleukosz PHILOMÉTOR      | Kr. e. 125              | II. Alexandrosszal egy időben. II. Démétriosz és Kleopatra Thea fia, régensként tevékenykedő anyja meggyilkoltatta. |
| VIII. Antiokhosz Grüposz     | VIII. Antiokhosz GRÜPOSZ      | Kr. e. 125 – Kr. e. 96  | Részben II. Alexandrosszal egy időben. II. Démétriosz és Kleopatra Thea fia, V. Szeleukosz édestestvére. Egyiptomi támogatással győzte le II. Alexandroszt, anyját pedig meggyilkoltatta. Uralkodása zömében féltestvér-unokatestvére, a koilé-szíriai és föníciai területeket megszerző IX. Antiokhosz Küzikénosz ellen harcolt. Meggyilkolták. |
| IX. Antiokhosz Küzikénosz    | IX. Antiokhosz KÜZIKÉNOSZ     | Kr. e. 114 – Kr. e. 95  | VII. Antiokhosz és Kleopatra Thea fia. Féltestvér-unokatestvérével, VIII. Antiokhosszal harcolva hódította meg annak déli (koilé-szíriai és föníciai) területeit. VIII. Antiokhosz halála után annak fia, VI. Szeleukosz legyőzte, csatában esett el. |
| VI. Szeleukosz Epiphanész    | VI. Szeleukosz EPIPHANÉSZ     | Kr. e. 96 – Kr. e. 94   | VIII. Antiokhosz fia. Uralkodása elején legyőzte nagybátyját, IX. Antiokhoszt, de annak fia, X. Antiokhosz meghódította országa nagy részét. Alattvalói rágyújtották a gümnasziont. |
| X. Antiokhosz Euszebész      | X. Antiokhosz EUSZEBÉSZ       | Kr. e. 95 – Kr. e. 83   | IX. Antiokhosz fia. Uralkodása alatt unokafivéreivel hadakozott az egyre kisebb királyságban. Sorsa nem ismeretes, talán egy pártusok elleni hadjáratban halt meg. |
| III. Démétriosz Eukairosz    | III. Démétriosz EUKAIROSZ     | Kr. e. 94 – Kr. e. 88   | VIII. Antiokhosz fia, VI. Szeleukosz fivére, X. Antiokhosz unokatestvére. I. Philipposz nevű fivérével szövetségben harcolt X. Antiokhosz ellen, akitől Koilé-Szíriát és Damaszkuszt szerezte meg. Philipposz ellen harcolva fogságba esett, fivére pedig átadta a pártusoknak, és élete végéig azok fogságában maradt. |
| XI. Antiokhosz Epiphanész    | XI. Antiokhosz EPIPHANÉSZ     | Kr. e. 94 – Kr. e. 92   | VIII. Antiokhosz fia, VI. Szeleukosz, III. Démétriosz és I. Philipposz fivére, X. Antiokhosz unokatestvére. VI. Szeleukosz halála után lépett fel trónigénnyel, ekkor Philipposszal karöltve támadt X. Antiokhoszra, de az legyőzte, és menekülés közben az Orontészba fulladt. |
| I. Philipposz Philadelphosz  | I. Philipposz PHILADELPHOSZ   | Kr. e. 92 – Kr. e. 83   | VIII. Antiokhosz fia, VI. Szeleukosz, III. Démétriosz és XI. Antiokhosz fivére, X. Antiokhosz unokatestvére. VI. Szeleukosz halála után XI. Antiokhosszal karöltve támadt X. Antiokhoszra. Fivére halála után a Dél-Szíriát megszerző öccsével, III. Démétriosszal fogott össze, és pártus szövetségben legyőzték X. Antiokhoszt. Később Démétrioszt is legyőzte és túszként átadta a pártusoknak. Sorsa bizonytalan, valószínűleg a hódító Tigranész végeztette ki. |
| XII. Antiokhosz Dionüszosz   | XII. Antiokhosz DIONÜSZOSZ    | Kr. e. 87 – Kr. e. 84   | VIII. Antiokhosz fia, VI. Szeleukosz, III. Démétriosz, I. Philipposz és XI. Antiokhosz fivére, X. Antiokhosz unokatestvére. Miután Philipposz legyőzte Démétrioszt, Damaszkusz környékén függetlenedett; a nabateusok elleni harcban esett el. |
| Tigranész                    | Nagy Tigranész                | Kr. e. 83 – Kr. e. 69   | Kr. e. 96 óta Arménia (Örményország) uralkodója, országát nagyhatalommá tette. A szeleukida polgárháborúkat megsínylett szíriai lakosság hívta be, székhelyét ettől kezdve Antiokheiában tartotta. A Római Köztársaság Lucius Licinius Lucullus vezette hadai szorították ki Szíriából a vele szövetséges VI. Mithridatész pontoszi király elleni háború során. |
|                              | VII. Szeleukosz KÜBIOSZAKTÉSZ | Kr. e. 70 körül         | Feltételezések szerint X. Antiokhosz fia, akinek uralmát névleges római támogatással lokálisan ismerték el Tigranész uralma alatt. Létezése vitatott, bizonytalan numizmatikai bizonyítékok vannak rá. |
| XIII. Antiokhosz Asziatikosz | XIII. Antiokhosz ASZIATIKOSZ  | Kr. e. 69 – Kr. e. 64   | X. Antiokhosz fia. Míg apja unokafivérei marakodtak Szíria maradékain, Rómában talált menedéket. Lucullus tette trónra Tigranész visszaszorítása után, de az őt váltó Cnaeus Pompeius Magnus a trónkövetelő II. Philipposzt támogatva leváltotta. Kivégezték. |
|                              | II. Philipposz PHILORÓMAIOSZ  | Kr. e. 65 – Kr. e. 63   | I. Philipposz fia. Cnaeus Pompeius Magnus segítette trónra XIII. Antiokhosz ellenében, de rövid időn belül inkább elfoglalta a Szeleukida Birodalom megmaradt területeit és azt Syria néven provinciává szervezte. II. Philipposz sorsa bizonytalan. |

## További irodalom
- Klaus-Jürgen Matz: Ki mikor uralkodott, kormányzott?: Uralkodói táblák a világtörténelemhez: császárok, királyok, államfők, miniszterelnökök és pártvezérek. Budapest: Springer Hungarica Kiadó Kft. 1994.  ISBN 963 7775 43 9
- John E. Morby: A világ királyai és királynői: Az idők kezdetétől napjainkig [ford.: Hideg János] (eredeti kiadás: J. E. Morby: Dynasties of the World. A Chronological and Genealogical Handbook, Oxford University Press, 1989.). Debrecen: Mæcenas. 1991.  ISBN 963 7425 48 9
- Uralkodók és dinasztiák: Kivonat az Encyclopædia Britannicából. Szerk. A. Fodor Ágnes – Gergely István – Nádori Attila – Sótyné Mercs Erzsébet – Széky János. Budapest: Magyar Világ. 2001.  ISBN 963 9075 12 4